# Strzegom
Strzegom (Duits: Striegau) is een stad in het Poolse woiwodschap Neder-Silezië, gelegen in de powiat Świdnicki. De oppervlakte bedraagt 20,5 km², het inwonertal 16.932 (2005).

## Verkeer en vervoer
- Station Strzegom
- Station Strzegom Miasto

## Partnersteden
- Znojmo (Tsjechië)